# Usingeriessa onyxalis
Usingeriessa onyxalis là một loài bướm đêm thuộc họ Crambidae. Nó là loài bản địa của miền nam Texas, México và Trung Mỹ. Đây là một loài di thực ở Hawaii.
Người ta cho rằng ấu trùng sống ở dưới nước.